# Красножен, Михаил Егорович
Михаил Егорович Красножен (31 октября 1860, Калуга — 1934 или 1941, Ленинград) — русский юрист, профессор церковного права Императорского Юрьевского университета.

## Биография
Родился в семье артиллерийского счетчика в Калуге. Обвенчан с Елизаветой Игнатьевной Соловьёвой, дети: Александр и Елизавета.
Окончил Калужскую гимназию с серебряной медалью (1881) и поступил на юридический факультет Московского университета. На IV курсе стал заниматься под руководством профессора А. С. Павлова каноническим правом и за сочинение по этому предмету был награждён золотой медалью. По окончании университета со степенью кандидата церковного права был оставлен для приготовления к профессорскому званию по кафедре церковного права (1885).
В 1889 году был командирован Министерством народного просвещения за границу, где пробыл два с половиной года, работая в библиотеках Вены, Мюнхена, Рима. Результатом стала защищённая диссертация «Толкователи канонического кодекса восточной Церкви: Аристин, Зонара и Вальсамон» на степень магистра церковного права.
В 1892 году назначен приват-доцентом Московского университета. Кроме того, в течение пяти лет был помощником присяжного поверенного (у А. К. Вульферта и Ф. Н. Плевако).
С 1893 года экстраординарный профессор по кафедре церковного права Юрьевского университета, с 1895 года ординарный профессор, с 1897 года декан юридического факультета, статский советник. Одновременно председатель Учёно-литературного общества при университете, товарищ председателя Общества для пособия нуждающимся студентам университета и Русской Публичной Библиотеки, староста университетского храма св. Александра Невского.
В 1897, 1901, 1902 годах был командирован с научной целью за границу, где продолжал изучать греческие рукописи канонического содержания. Участвовал в заседании IV интернационального старокатолического конгресса (в Вене).
Почётный мировой судья Юрьево-Верроского округа, доктор церковного права (1901), редактор-издатель журнала «Университетская летопись», член Предсоборного присутствия (1906), действительный статский советник (1910), потомственный дворянин (1911).
В 1917 году делегат Всероссийского съезда духовенства и мирян, член Поместного Собора Православной Российской Церкви по избранию от Юрьевского университета, участвовал в 1-й сессии, член II, III, IV, V, VI, VIII, XVI, XX отделов.
В конце ноября 1917 года выехал в Юрьев, где находился и весь 1918 год. В Воронеж с университетом не эвакуировался.
С начала 1920-х годов преподавал в петроградских школах. Изменил фамилию на Диденко-Красножен, а отчество указывал Георгиевич. Жил на улице 5-я Советская в доме 12, а в 1930-х годах на улице Маяковского в доме 19, квартира 8.
Скончался, по одной версии, в начале 1934 года, по другой версии, в 1941 году.

## Награды
- Орден Святого Станислава 3-й, 2-й (1901) и 1-й (1916) степени[3].
- Орден Святой Анны 3-й (1895) и 2-й (1902) степени[3].
- Орден Святого Владимира 4-й (1908) и 3-й (1914) степени[3].